# Luxair
Luxair (Luxair Société Luxembourgeoise de Navigation Aérienne SA) (mã IATA = LG, mã ICAO = LGL) là hãng hàng không quốc gia của Luxembourg, trụ sở ở Thành phố Luxembourg. Hãng có các tuyến đường quốc tế thường xuyên, cũng như chở khách thuê bao. Căn cứ chính của hãng ở Sân bay quốc tế Luxembourg-Findel.

## Lịch sử
Luxair được thành lập năm 1961 và bắt đầu hoạt động từ năm 1962 bằng 1 máy bay Fokker F27 Friendship trên tuyến đường Luxembourg-Paris. Năm 1967, Luxair có 3 máy bay Fokker Friendships và 1 máy bay Vickers Viscount. Chiếc máy bay Vickers Viscount đã bị loại trong tai nạn năm 1969 và năm sau được thay bằng 1 máy bay phản lực Caravelle do Sud Aviation ở Toulouse sản xuất. Năm 1977 hãng mua máy bay Boeing 737-200 đầu tiên, sau đó tăng dần các máy bay Boeing 747SP, Boeing 737-400 và Boeing 737-500 cũng như Fokker 50 tua-bin cánh quạt và máy bay phản lực Embraer. Máy bay Fokker 50 được thay thế bởi các máy bay Embraer hoặc Bombardier.
Năm 2003, Luxair đặt mua 2 Boeing 737-700 mới để thay thế máy bay cũ.
Hãng do chính phủ Luxembourg sở hữu 23.1%, Banque et Caisse d'Épargne de l'État 13.4%, Luxair Group 13.2%, BIL 13.1%, Lufthansa 13%, Fortis Banque Luxembourg 12.1% và Panalpina World Transport 12.1%. Hãng có 2.210 nhân viên (tháng 3/2007)

## Các nơi đến
- Áo
  - Viên
- Bulgaria
  - Burgas (theo mùa)
- Cộng hòa Séc
  - Praha
- Pháp
  - Ajaccio (theo mùa)
  - Bastia (theo mùa)
  - Nice
  - Paris
- Đức
  - Berlin
  - Frankfurt
  - Hamburg
  - München
  - Saarbrücken
- Hy Lạp
  - Corfu (theo mùa)
  - Kos (theo mùa)
  - Rhodes (theo mùa)
  - Iráklion (theo mùa)
- Ireland
  - Dublin
- Ý
  - Bari (theo mùa)
  - Cagliari (theo mùa)
  - Catania (theo mùa)
  - Milano
  - Napoli (theo mùa)
  - Rimini (theo mùa)
  - Roma
  - Torino
  - Venice
- Malta
  - Malta (theo mùa)
- Bồ Đào Nha
  - Madeira (theo mùa)
  - Porto (theo mùa)
- Tây Ban Nha
  - Alicante (theo mùa)
  - Barcelona
  - Fuerteventura (theo mùa)
  - Gran Canaria (theo mùa)
  - Ibiza (theo mùa)
  - Jerez de la Frontera (theo mùa)
  - Lanzarote (theo mùa)
  - Madrid
  - Málaga (theo mùa)
  - Palma de Mallorca (theo mùa)
  - Tenerife (theo mùa)
- Thụy Sĩ
  - Geneva
- Thổ Nhĩ Kỳ
  - Antalya (theo mùa)
- Anh quốc
  - London
- Ai Cập
  - Hurghada (theo mùa)
  - Sharm El Sheik (theo mùa)
- Maroc
  - Agadir (theo mùa)
  - Marrakech (theo mùa)
- Tunisia
  - Djerba (theo mùa)
  - Monastir (theo mùa)

## Thỏa thuận chia sẻ
- Air France
- Alitalia
- Austrian Airlines
- Hahn Air
- LOT Polish Airlines
- Lufthansa
- Scandinavian Airlines
- TAP Air Portugal
- Turkish Airlines

## Tai nạn

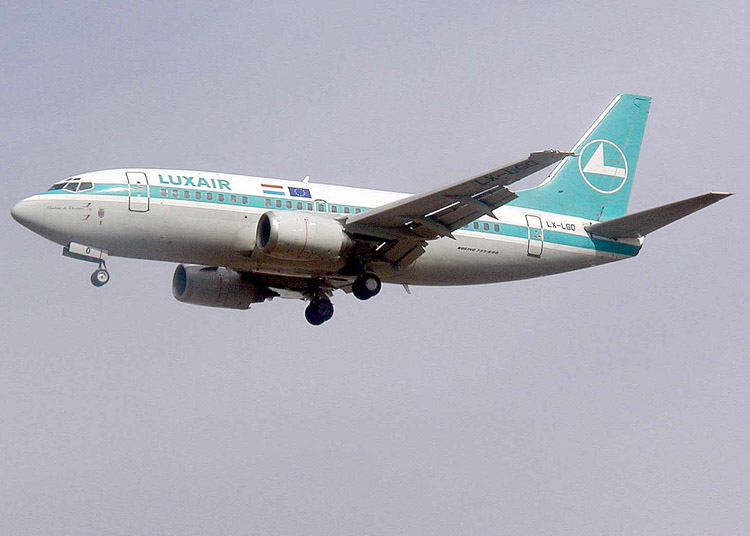
Boeing 737-500 trong màu sắc cũ

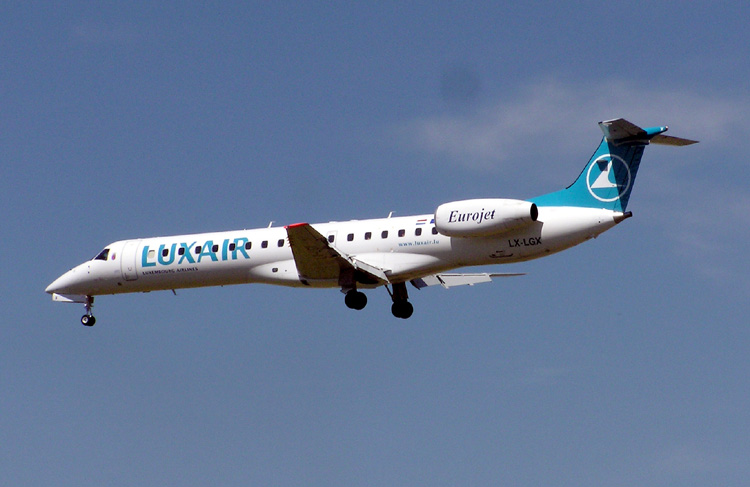
Embraer ERJ 145 trong màu sắc cũ

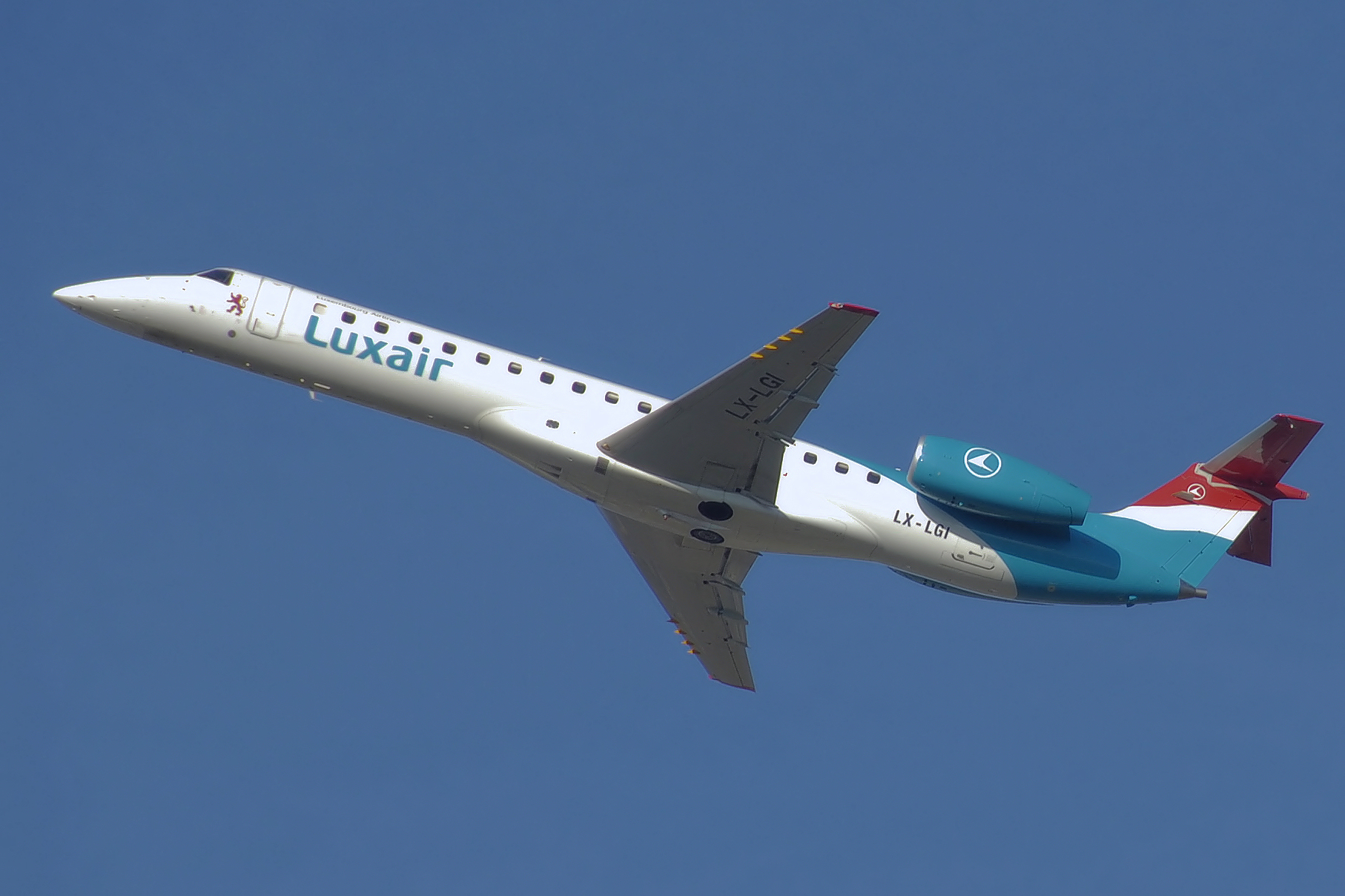
Embraer ERJ 145 trong màu sắc hiện nay

- Ngày 22.12.1969, một máy bay Vickers Viscount (ký số LX-LGC) từ Frankfurt về đã đụng phải đống tuyết khi đáp xuống Sân bay Luxembourg. Không ai bị tử thương, nhưng máy bay bị hư và bị thải loại trong tháng 5/1970.[3]
- Ngày máy bay Fokker 50 (chuyến bay 9642) bay từ Berlin, Đức, bị rớt trên cánh đồng gần làng Niederanven khi sắp đáp xuống Sân bay Luxembourg, 20 hành khách và phi hành đoàn bị chết.

## Đội máy bay
Tháng 10/2019:
| Máy bay                 | Đang vận hành | Đặt hàng | Hành khách | Ghi chú |
| ----------------------- | ------------- | -------- | ---------- | ------- |
| Boeing 737-700          | 4             | —        | 141        |         |
| Boeing 737-800          | 4             | —        | 186        |         |
| De Havilland Dash 8-400 | 11            | —        | 76         |         |
| Tổng cộng               | 19            | —        |            |         |